# Ферментація
Фермента́ція (також зброджування) — це анаеробний метаболічний розпад молекул (наприклад, цукрози або глюкози) за допомогою мікроорганізмів з отриманням таких продуктів як етанол, вуглекислий газ, молочна кислота, оцтова кислота, етилен тощо. 

## Загальний опис
Бродіння часто використовують для приготування або збереження харчових продуктів. Частіше, кажучи про бродіння, мають на увазі перетворення цукру на спирт за допомогою дріжджів, але, наприклад, при виробництві йогуртів використовують бродіння за допомогою бактерій.
Ферментативний окисно-відновний процес, результатом якого є розклад органічних речовин, насамперед вуглеводів, до простіших сполук (напр., спиртів, органічних кислот, метану), і який протікає як без доступу кисню (напр., метанове бродіння), так і в присутності кисню (напр., цитратне бродіння). Це природний процес, який викликають певні мікроорганізми (або вилученими з них ферментами). Енергію, яка при цьому виділяється, використовують для їх життєдіяльності, а продукти — в біосинтезі, деякі — як захисні засоби в боротьбі з конкурентами.

## Типи ферментації
- Спиртове бродіння — ферментативний процес неповного окиснення гексоз з утворенням спирту.
- Молочнокисле бродіння — процес анаеробного окиснення вуглеводів, кінцевим продуктом якого є молочна кислота.
- Метанове бродіння — процес ферментативного перетворення біоценозом більшості органічних полімерних та інших сполук на метан і вуглекислий газ.
- Пропіоновокисле бродіння — процес анаеробного перетворення молочної кислоти, кінцевими продуктами якого є пропіонова та оцтова кислоти та вуглекислий газ.
- Маслянокисле бродіння — процес перетворення органічних речовин, кінцевими продуктами якого є АТФ, а також масляна кислота, бутанол, ацетон, ізопропанол, етанол, оцтова кислота, вуглекислий газ і водень.
- Лимоннокисле бродіння  — окиснення вуглеводів, деяких спиртів і органічних кислот до лимонної кислоти.
- Оцтове бродіння — процес окиснення оцтовими бактеріями етилового спирту в оцтову кислоту, який проходить у 2 стадії.

У біохімії термін «бродіння» можуть вживати як синонім терміна анаеробний метаболізм, коли йдеться про біохімічні реакції, що лежать в основі процесу. У повсякденній мові термін «бродіння» також інколи вживають для позначення бурхливого зростання мікроорганізмів у відповідному середовищі. У цьому сенсі не роблять відмінності між аеробним та анаеробним метаболізмом.

## Історія
Оскільки фрукти зброджуються у своєму натуральному стані, бродіння з'явилося раніше людської історії. Проте, люди з деяких пір навчилися контролювати процес бродіння. Є вагомі докази того, що люди зброджували напої у Вавилоні близько 5000 р. до н. е., в Стародавньому Єгипті близько 3000 р. до н. е., в доіспанській Мексиці близько 2000 р. до н. е. та в Судані близько 1500 р. до н. е. Також існують дані про дріжджовий хліб в Стародавньому Єгипті близько 1500 р. до н. е. і зброджування молока у Вавилоні близько 3000 р. до н. е. Китайці, ймовірно, першими стали зброджувати овочі.
У 19 столітті Луї Пастер, вивчаючи перетворення вуглеводів на етиловий спирт під дією дріжджів, дійшов до висновку, що цей процес каталізується якоюсь «життєвою силою», що знаходиться в дріжджових клітинах.
За два роки по смерті Пастера 1897 року Едуард Бюхнер опублікував роботу «Спиртове бродіння без дріжджових клітин», в якій експериментально показав, що екстракт клітин дріжджів здійснює спиртове бродіння так само як і незруйновані дріжджові клітини. 1907 року за цю роботу він був удостоєний Нобелівської премії.